# Vasticardium assimile
Vasticardium assimile is een tweekleppigensoort uit de familie van de Cardiidae. De wetenschappelijke naam van de soort is voor het eerst geldig gepubliceerd in 1844 door Reeve.